# Theater of the Mind
Theater Of The Mind – szósty album studyjny Ludacrisa. Wydany został 22 listopada 2008. Zajął 5. miejsce na liście Billboard 200. Płytę poprzedzał mixtape o nazwie The Preview, który ukazał się 28 lipca 2008.

## Lista utworów
| #  | Tytuł                   | Gościnnie                           | Producent                     | Czas | Sample                                                                                               |
| -- | ----------------------- | ----------------------------------- | ----------------------------- | ---- | --- |
| 1  | "Intro"                 |                                     | The Runners                   | 1:55 | |
| 2  | "Undisputed"            | Floyd Mayweather Jr.                | Don Cannon                    | 4:33 | - Edwin Starr - "We'll Find a Way"                                                                   |
| 3  | "Wish You Would"        | T.I.                                | DJ Toomp, 8TRIX               | 4:47 | |
| 4  | "One More Drink"        | T-Pain                              | Trackmasters                  | 3:41 | |
| 5  | "Call Up the Homies"    | The Game Willy Northpole            | Clinton Sparks, Kamau Georges | 4:04 | |
| 6  | "Southern Gangsta"      | Rick Ross Playaz Circle Ving Rhames | StreetRunner                  | 4:34 | |
| 7  | "Everybody Hates Chris" | Chris Rock                          | Don Cannon                    | 4:54 | - Gladys Knight & the Pips - "It Takes a Whole Lotta Man for a Woman Like Me"                        |
| 8  | "What Them Girls Like"  | Chris Brown Sean Garrett            | Darkchild                     | 4:02 | |
| 9  | "Nasty Girl"            | Plies                               | Swizz Beatz                   | 4:32 | |
| 10 | "Contagious"            | Jamie Foxx                          | Scott Storch                  | 4:45 | |
| 11 | "Last of a Dying Breed" | Lil Wayne                           | Wyldfyer                      | 4:10 | - Dusty Springfield - "You Don't Have to Say You Love Me" - Eric B. & Rakim - "Eric B. Is President" |
| 12 | "MVP"                   |                                     | DJ Premier                    | 3:50 | - Nas - "Virgo" - Disturbing tha Peace - "DTP for Life"                                              |
| 13 | "I Do It for Hip Hop"   | Nas Jay-Z                           | Wyldfyer                      | 5:22 | - Mountain - "Long Red" - Bonnie Raitt - "One Belief Away"                                           |
| 14 | "Do the Right Thang"    | Common Spike Lee                    | 9th Wonder                    | 5:14 | - Arthur Verocai - "Na Boca Do Sol"                                                                  |

## Pozycje na listach
Album
| Lista (2008)           | Najwyższa pozycja |
| ---------------------- | ----------------- |
| Swiss Music Charts     | 46                |
| Top R&B/Hip-Hop Albums | 2                 |
| Billboard 200          | 5                 |
| Canadian Albums Chart  | 22                |

Single
| Rok  | Singel                  | Najwyższa pozycja | Najwyższa pozycja | Najwyższa pozycja            | Najwyższa pozycja     | Najwyższa pozycja | Najwyższa pozycja | Najwyższa pozycja | Najwyższa pozycja |
| Rok  | Singel                  | Hot Digital Songs | Billboard Hot 100 | Hot Canadian Digital Singles | Hot R&B/Hip-Hop Songs | Hot Rap Tracks    | Pop 100           | Pop 100 Airplay   | Rhythmic Top 40   |
| ---- | ----------------------- | ----------------- | ----------------- | ---------------------------- | --------------------- | ----------------- | ----------------- | ----------------- | ----------------- |
| 2008 | "Last of a Dying Breed" | 35                | 65                | —                            | —                     | —                 | —                 | —                 | —                 |
| 2008 | "One More Drink"        | 32                | 33                | 32                           | 17                    | 8                 | 52                | 61                | 15                |
| 2008 | "What Them Girls Like"  | 30                | 24                | 73                           | 15                    | 4                 | 35                | 39                | 5                 |
| 2009 | "Nasty Girl"            | —                 | —                 | —                            | 54                    | 23                | —                 | —                 | 32                |